# Anne Gwynne

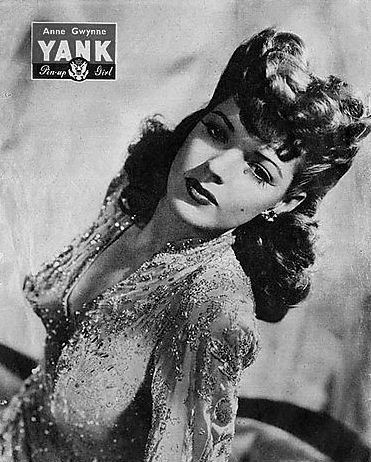
Pin-up von Anne Gwynne (1944)

Anne Gwynne (* 10. Dezember 1918 in Waco, Texas als Marguerite Gwynne Trice; † 31. März 2003 in Los Angeles, Kalifornien) war eine US-amerikanische Filmschauspielerin. Bekanntheit erlangte sie als eine der ersten sogenannten Scream-Queens sowie als Pin-up-Model für Yank, the Army Weekly im Zweiten Weltkrieg.

## Leben
Anne Gwynne wurde als Tochter des wohlhabenden Bekleidungsfabrikanten Jefferson Benjamin Trice und seiner Frau Pearl im texanischen Waco geboren. Die Familie zog nach St. Louis, wo Gwynne am Stephens College studierte. Während einer gemeinsamen Reise mit ihrem Vater nach Los Angeles arbeitete sie als Model für Bademoden von Catalina Swimwear, ehe sie als Schauspielerin in mehreren kleinen Theatern in Los Angeles tätig war. Im Juni 1939 unterschrieb sie einen Vertrag bei den Universal Studios und erhielt noch im selben Jahr ihre erste Filmrolle in Unexpected Father.
Gwynne spielte für Universal in mehreren Film noir, Musikfilmen und Western mit. Ihre größte Bekanntheit erlangte sie jedoch als sogenannte Scream-Queen in Horrorfilmen, von denen der erste Schwarzer Freitag von 1940 mit Boris Karloff in der Hauptrolle war. Eine ihrer bekanntesten Rollen war die der Rita Hussmann in Frankensteins Haus aus dem Jahr 1944. Gwynne trat außerdem als Gast in mehreren Fernsehshows und Serien auf. 1970 beendete sie ihre Schauspielkarriere.
Neben ihrer Schauspielkarriere erlangte Anne Gwynne als Pin-Up-Model während des Zweiten Weltkriegs Bekanntheit. Sie war zweimal (1943 und 1944) auf Postern des Yank, the Army Weekly, einer Zeitschrift des US-Militärs, zu sehen.
Gwynne war von 1945 bis zu dessen Tod 1965 mit Max M. Gilford verheiratet. Aus der Ehe gingen zwei Kinder hervor, darunter die Schauspielerin Gwynne Gilford, die mit Schauspieler Robert Pine verheiratet ist. Diese sind die Eltern des Schauspielers Chris Pine. Anne Gwynne verbrachte ihre letzten Lebensjahre im Motion Picture & Television Country House and Hospital in Los Angeles, wo sie am 31. März 2003 im Alter von 84 Jahren an den Folgen eines Schlaganfalls starb. Ihre Asche wurde auf dem Gelände des Motion Picture & Television Country House and Hospital verstreut.

## Filmografie (Auswahl)
- 1939: Unexpected Father

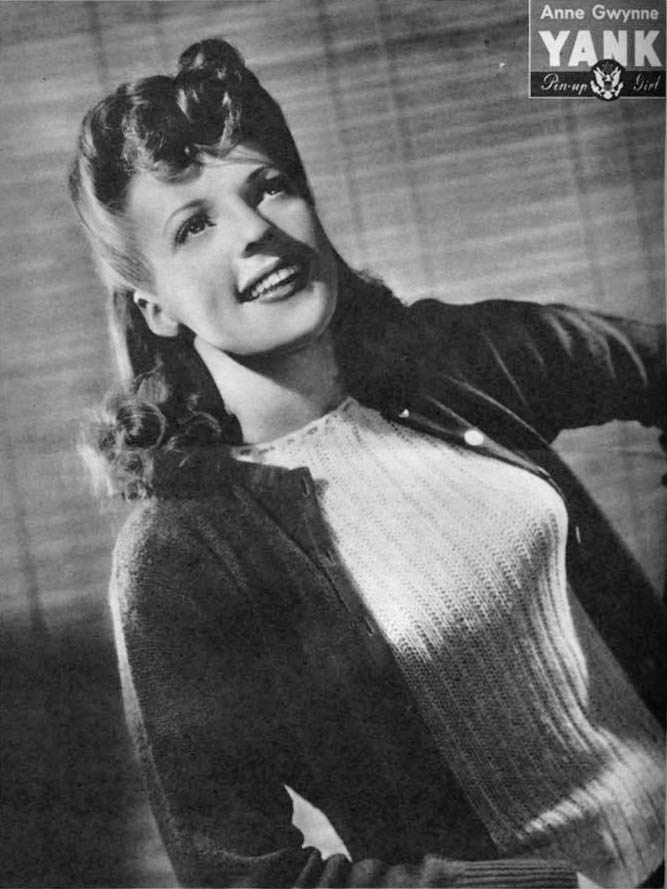
Pin-up von Anne Gwynne (1943)

- 1940: Schwarzer Freitag (Black Friday)
- 1940: Spring Parade
- 1940: Flash Gordon Conquers the Universe
- 1940: The Green Hornet
- 1941: Tight Shoes
- 1941: The Black Cat
- 1941: Nice Girl?
- 1941: Washington Melodrama
- 1941: The Strange Case of Doctor Rx
- 1942: Broadway
- 1942: Helden im Sattel (Ride 'Em Cowboy)
- 1942: Sin Town
- 1943: We've Never Been Licked
- 1943: Frontier Badmen
- 1944: Moon Over Las Vegas
- 1944: Frankensteins Haus (House of Frankenstein)
- 1944: Weird Woman
- 1946: The Glass Alibi
- 1947: Dick Tracy Meets Gruesome
- 1947: The Ghost Goes Wild
- 1947: Killer Dill
- 1948: Der Rächer von Texas (Panhandle)
- 1949: Der Brandstifter von Los Angeles (Arson, Inc.)
- 1950: Die Todespeitsche (King of the Bullwhip)
- 1950: Call of the Klondike
- 1958: Teenage Monster
- 1970: Adam at 6 A.M.